# Nu Orionis
Nu Orionis è un sistema stellare di magnitudine 6,87 situata nella costellazione di Orione. Dista 1451 anni luce dal sistema solare.

## Osservazione
Si tratta di una stella situata nell'emisfero celeste australe, ma molto in prossimità dell'equatore celeste; ciò comporta che possa essere osservata da tutte le regioni abitate della Terra senza alcuna difficoltà e che sia invisibile soltanto molto oltre il circolo polare artico. Nell'emisfero sud invece appare circumpolare solo nelle aree più interne del continente antartico. Essendo di magnitudine pari a 6,9, non è osservabile a occhio nudo; per poterla scorgere è sufficiente comunque anche un binocolo di piccole dimensioni, a patto di avere a disposizione un cielo buio.
Il periodo migliore per la sua osservazione nel cielo serale ricade nei mesi compresi fra fine ottobre e aprile; da entrambi gli emisferi il periodo di visibilità rimane indicativamente lo stesso, grazie alla posizione della stella non lontana dall'equatore celeste.

## Caratteristiche fisiche
Si tratta di un sistema stellare triplo; la componente principale è una stella bianco-azzurra di sequenza principale di classe spettrale B avente una massa 14 volte quella solare. Ha una compagna spettroscopica con periodo orbitale di 8 giorni ed una massa circa 3 volte quella del Sole, mentre più distante, a 0,47 secondi d'arco, si trova la terza componente del sistema, avente una massa all'incirca uguale a quella solare.
Possiede una magnitudine assoluta di -0,92 e la sua velocità radiale positiva indica che la stella si sta allontanando dal sistema solare.